# Hypericum fieriense
Hypericum fieriense är en johannesörtsväxtart som beskrevs av N.K.B. Robson. Hypericum fieriense ingår i släktet johannesörter, och familjen johannesörtsväxter. Inga underarter finns listade i Catalogue of Life.